# 印度裔加拿大人
印度裔加拿大人是指拥有印度血统的加拿大人。有时使用“东印度人”一词是在英语上为了避免与加拿大原住民混淆。从类别上讲，印度裔加拿大人是南亚裔加拿大人的一个分支，而南亚裔加拿大人又是亚裔加拿大人的一个分支。根据2021年加拿大人口普查数据，印度裔是加拿大最大的非欧洲裔族群，也是加拿大人口增长最快的民族。
加拿大拥有世界第七大印度裔移民群体。其中，安大略省和不列颠哥伦比亚省的印度裔加拿大人最为集中，其次是阿尔伯塔省和魁北克省，这些地区的印度裔加拿大人群体也在不断壮大，其中大多数出生在国外。

## 术语
在加拿大，“南亚裔”指的是血统遍布南亚的人，而“东印度裔”指的是血统来自印度的人。这两个术语都被加拿大统计局使用，:7他们不把“印度裔加拿大人”作为官方的分类。:8“印度裔加拿大人”一词起源于20世纪80年代加拿大政府的多元文化政策和意识形态，自2004年起已成为加拿大主流人群使用的术语。
1962年，“巴基斯坦人”和“锡兰人”（斯里兰卡人）被划分为不同的民族类别，而在此之前，具有这两个血统的人被视为“东印度人”。截至2001年，约有一半声称拥有“东印度”血统的外国出生者来自印度，而其他人则来自孟加拉国、东非、巴基斯坦和斯里兰卡。
《温哥华的锡克教徒流散：传统、现代和多元文化中的三代人》一书的作者伊丽莎白·卡马拉·纳亚尔将“印度裔加拿大人”定义为出生在加拿大且血统来自印度次大陆的人。《持续的旅程：印度移民加拿大》一书的作者卡维塔·A·夏尔马写道，她使用“印度裔加拿大人”一词仅指拥有加拿大国籍的印度裔人士。此外，她还会将“印度裔加拿大人”与“南亚人”和“东印度人”混用。《研究印度裔加拿大青年学习科学的决策过程所遇到的方法论困境》一书的作者Priya S. Mani将“印度裔加拿大人”定义为从南亚移民到加拿大的人的子女。在探讨棕色人种身份认同时，维迪亚里尼·苏马托霍在一篇博士论文中写道，虽然“‘南亚’……指的是更广泛的人群，但它经常与‘东印度人’和‘印度裔加拿大人’互换使用。”:7
尽管南亚人的种族和来源地多种多样，但“南亚”一词以前曾被用作“印度”的同义词。《加拿大百科全书》指出，同一群体“被称为南亚人、印度裔加拿大人或东印度人”，而被称为“南亚人”的人对这一术语的看法与来自欧洲国家的人对“欧洲人”这一标签的看法相同。纳亚尔表示，“许多在加拿大出生的南亚裔不喜欢这个词，因为它将他们与其他加拿大人区分开来。”《美国族裔的地理身份：种族、空间和地点》一书的作者玛莎·L·亨德森认为，“南亚”一词“只有在南亚人与加拿大主流人互动时才具有作为界定界限的意义”。亨德森补充道，由于“南亚”和“印度”的混淆，“很难将加拿大印度裔的历史与其他南亚人的历史区分开来。”

## 历史

### 19世纪末
印度裔加拿大人社区开始形成于19世纪末，由男性开拓者组成，其中绝大多数是旁遮普锡克教徒（主要是锡克军团和旁遮普军团的士兵，但也有来自农民背景），还有一些旁遮普印度教徒和旁遮普穆斯林，其中许多人是英属印度陆军的老兵。加拿大曾是大英帝国的一部分，而由于印度也处于英国的统治之下，印度人也属于英国的臣民。1858年，维多利亚女王宣布，在整个帝国范围内，印度人民将享有“与白人平等的权利，不受肤色、信仰或种族的歧视”。
加拿大联邦成立后第一次人口普查是在1871年，普查对象包括魁北克省、安大略省、新斯科舍省和新不伦瑞克省四个原始省份，结果发现来自印度种族的人口（当时在人口普查中标记为“印度教”）为11人，占全国人口的0.0003%，其中8人来自安大略省，其余3人来自新斯科舍省。:332

1897年，来自锡克军团和旁遮普军团的锡克教士兵小队参加了在英国伦敦举行的庆祝女王登基钻石禧年的阅兵式。在他们随后回国的途中，他们访问了加拿大西海岸，主要是不列颠哥伦比亚省。由于当时人口稀少，加拿大政府希望在此定居，以防止美国占领该领土。

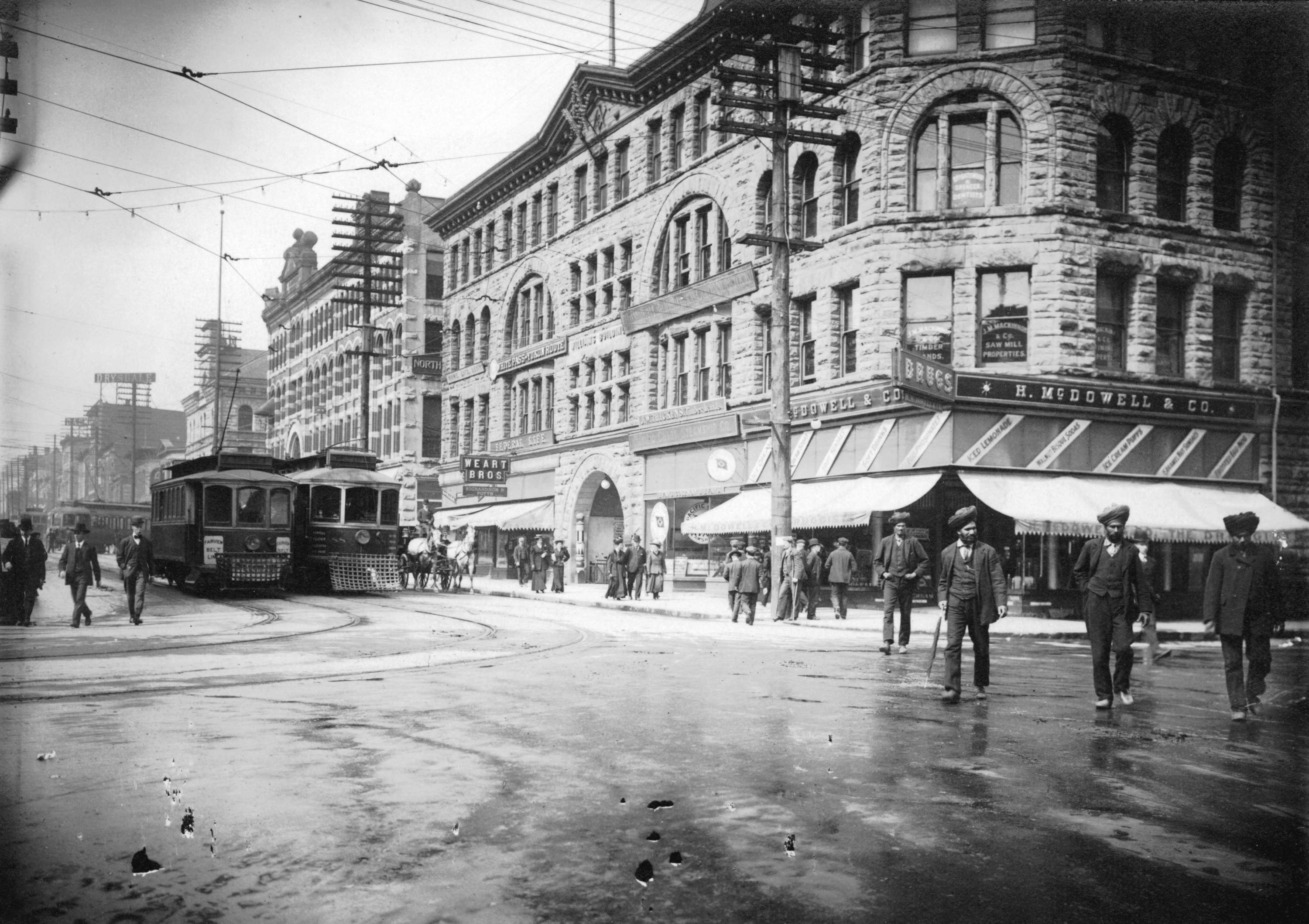
1908年温哥华的旁遮普锡克教徒

退役后，一些士兵发现养老金不足，一些人还发现他们在印度的土地和庄园被放债人侵吞。这些人决定回到他们曾经去过的国家碰碰运气，于是加入了印度侨民组织，该组织的成员来自缅甸、马来亚、东印度群岛、菲律宾和中国。这些先锋军在警察部门找到了工作，一些人被当地公司聘为守夜人（执法人员）。其他人则自己创办了小企业。这些工作提供的工资在印度标准下非常高。
加拿大太平洋铁路和哈德逊湾公司等大型加拿大公司的代理人向他们保证了工作。亲眼目睹了加拿大之后，旁遮普人给家乡的同胞写信，推荐他们来到“新世界”。尽管最初由于白人对待亚洲人的方式而不愿意前往这些国家，但许多年轻人还是选择前往，因为他们确信自己不会遭遇同样的命运。
20世纪初，加拿大政府还设立了配额，以限制允许移民到加拿大的印度人数量。这是加拿大为确保其主要人口结构保持欧洲血统而采取的政策的一部分，与当时美国和澳大利亚的移民政策类似。这些配额每年仅允许不到100名印度人移民，直到1957年才略有增加（至每年300人）。与为印度人设立的配额相比，当时来自欧洲的基督徒大量自由移民到加拿大，没有配额限制，每年移民人数达数万人。

### 20世纪初

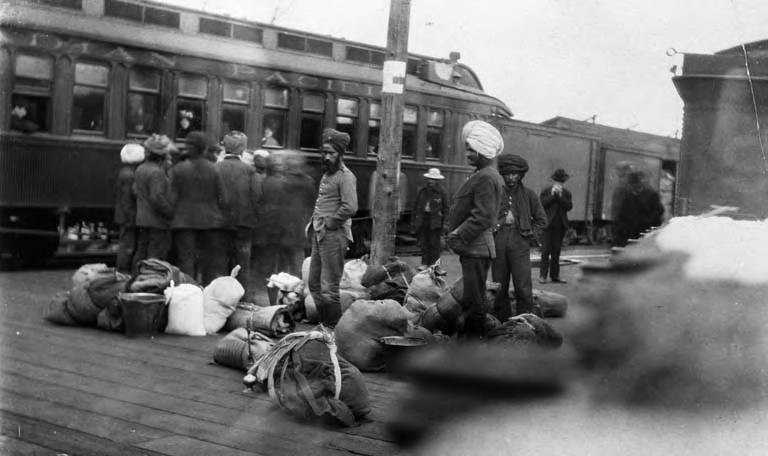
温哥华CPR车站的印度人，约1914

纵观历史，直至今日，大多数南亚裔加拿大人都来自印度。1897年，他们短暂迁徙至不列颠哥伦比亚省。到1900年，加拿大约有100名旁遮普锡克教徒，主要集中在西部省份。加拿大第一波规模较大的南亚移民潮——全部为男性，于1903年抵达温哥华。这些移民是从驻扎在香港的印度军队那里听说加拿大的，这些印度军队在前一年曾途经加拿大去庆祝爱德华七世的加冕典礼。
抵达不列颠哥伦比亚省后，这些移民面临着来自欧裔加拿大人的普遍种族歧视，他们中的大多数人担心移民工人的工资会更低，而且大量移民的涌入会威胁到他们的工作。（在他们之前的日裔加拿大人和华裔加拿大人也面临着同样的威胁。）结果，一系列种族骚乱针对的是反印度人情绪的印度移民，以及亚裔加拿大人，例如加拿大华人铁路工人和黑人加拿大人。他们遭到愤怒的白人加拿大人暴徒的殴打，并经常遭到报复。

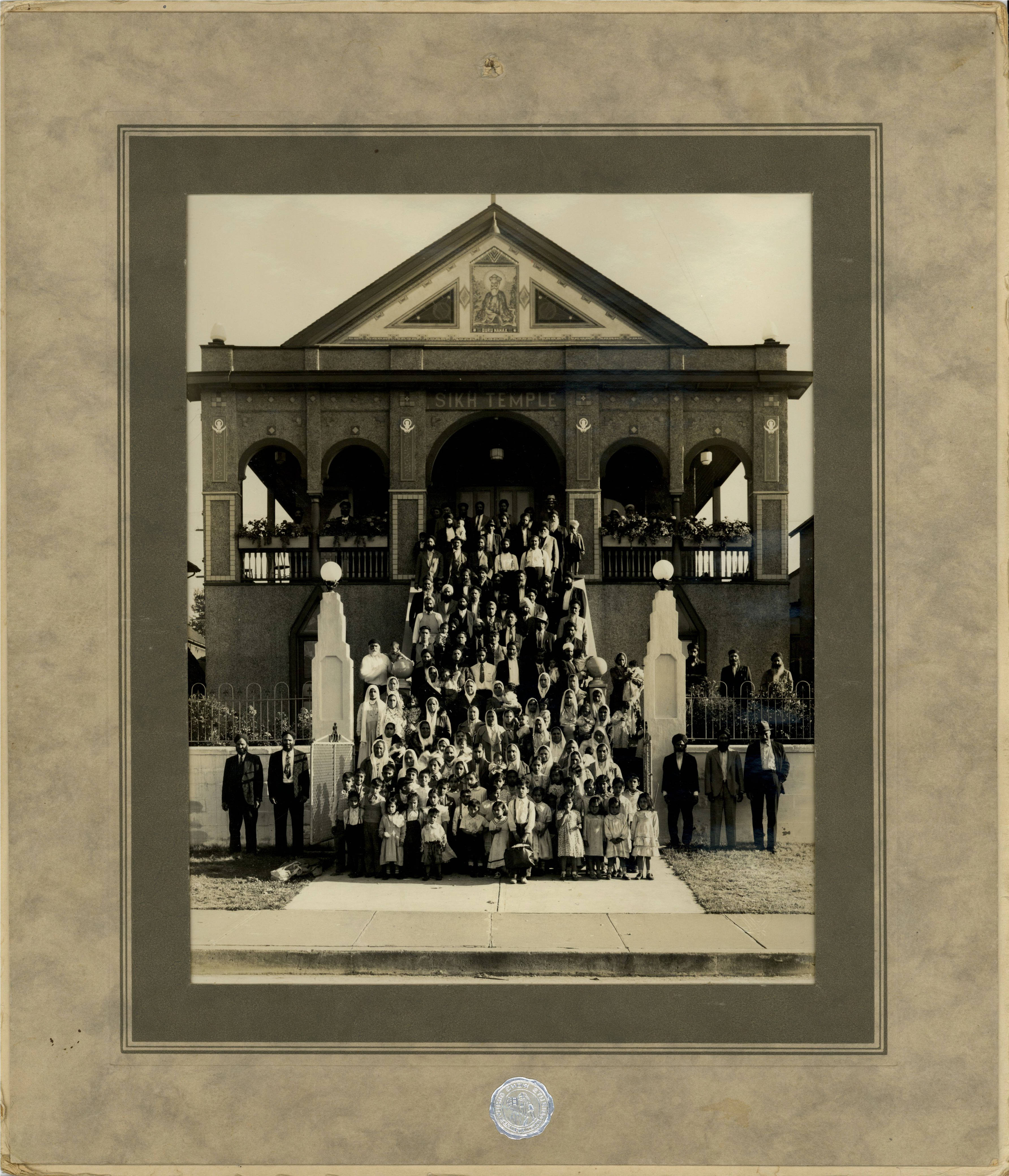
基斯兰奴锡克教寺庙，约1910

1902年是早期印度裔加拿大历史上一个值得注意的时刻，当时旁遮普锡克教徒首次抵达不列颠哥伦比亚省戈尔登，在哥伦比亚河木材公司工作。这些早期定居者于1905年在加拿大和北美建造了第一座锡克教寺庙，后来于1926年毁于一场大火。加拿大建造的第二座锡克教谒师所于1908年在基斯兰奴建成，旨在为当时在福溪沿岸锯木厂工作的越来越多的旁遮普锡克教定居者提供服务。
该锡克教谒师所后来于1970年关闭并被拆除，寺庙协会搬迁至南温哥华罗斯街新建的锡克教谒师所。
因此，加拿大现存最古老的谒师所是位于不列颠哥伦比亚省阿伯茨福德的古尔锡克教寺庙。该寺庙建于1911年，并于2002年被指定为加拿大国家历史遗址，是加拿大第三古老的谒师所。之后，加拿大第四座谒师所于1912年在托帕兹大道的维多利亚市落成，第五座谒师所也于1913年在高贵林定居点落成，几年后，第六座谒师所于1919年在皇后区（新威斯敏斯特）定居点落成。第七次是在帕尔迪（温哥华岛）定居点，也是在1919年。
受加拿大高工资的吸引，早期移民暂时离开家人，前往加拿大寻找工作。1906年和1907年，来自印度次大陆的移民涌入不列颠哥伦比亚省，估计有4747人抵达，与此同时，中国和日本的移民数量也随之增加。 移民人数迅速增加，到1908年底，移民总数已达5,179人。由于联邦政府限制移民，在接下来的几年里，只有不到125名南亚裔获准登陆不列颠哥伦比亚省。抵达的南亚裔通常都是单身男性，许多人返回了英属印度或英属香港，而其他人则前往边境以南的美国寻找机会。1911年加拿大人口普查后来显示，南亚裔加拿大人的数量已下降到2342人，占全国人口的0.03%。
为了支持广大白人不希望印度人移民加拿大，不列颠哥伦比亚省政府迅速限制了南亚裔人的权利和特权。1907年，南亚人遭到省级剥夺公民权的打击，他们因此被剥夺了联邦投票权和担任政治职务、履行陪审义务、从事专业工作、从事公共服务工作以及从事公共工程劳动的权利。次年，联邦政府实施了一项移民法规，规定移民必须从原籍国通过连续旅程抵达加拿大。由于印度和加拿大之间没有这样的制度——加拿大政府对此心知肚明——这项连续旅程的规定阻碍了南亚移民的持续发展。这项禁令将印度男性与家人分离，进一步扼杀了印裔加拿大人群体的发展。另一项联邦法律要求新的印度移民在抵达加拿大时携带200美元现金，而欧洲移民只需携带25美元（这项费用不适用于中国人和日本人，他们因其他措施而被拒之门外）。

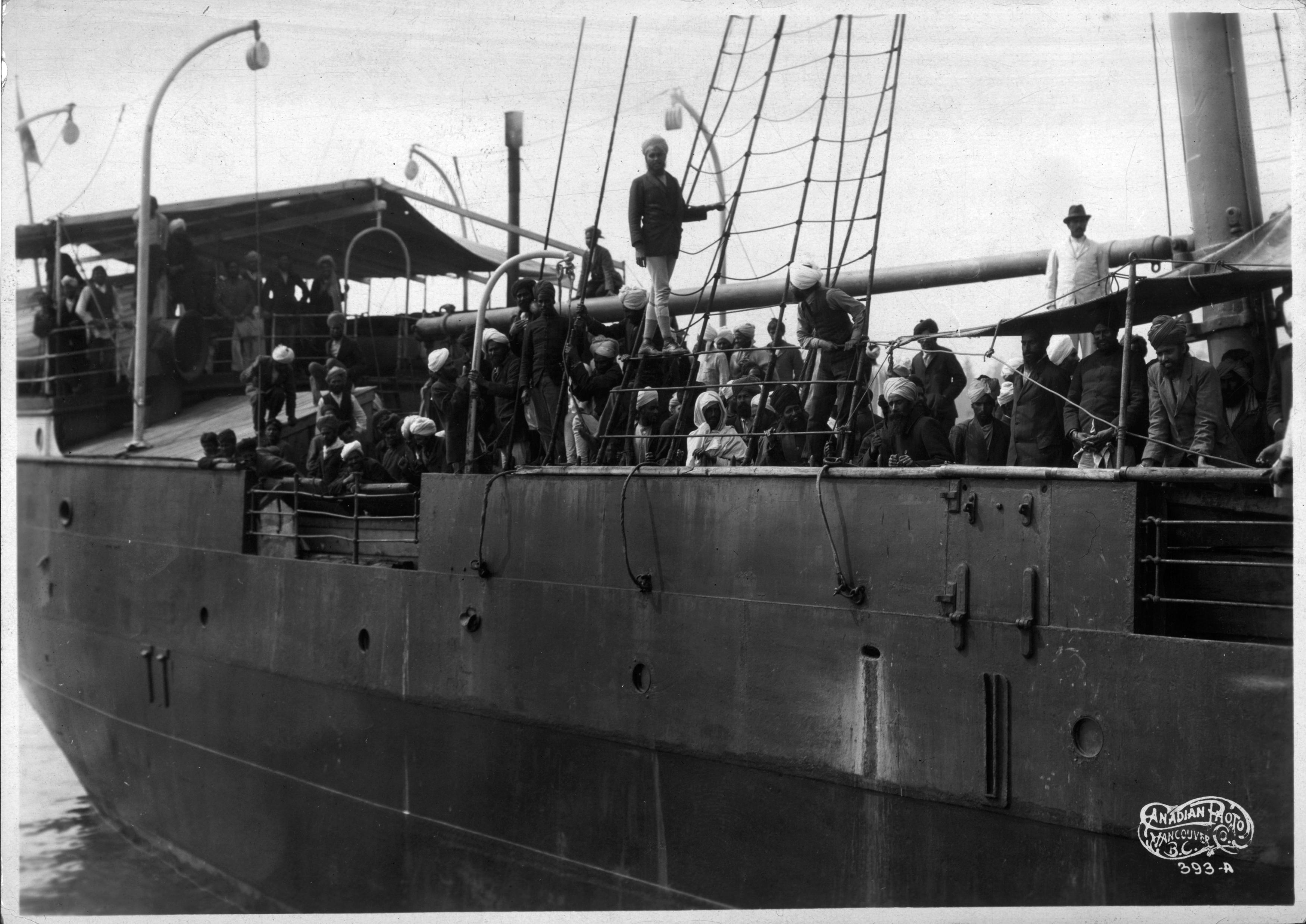
1914年温哥华驹形丸事件

1913年11月，一名加拿大法官推翻了移民部一项驱逐38名旁遮普人的命令。这38名旁遮普人乘坐日本定期客轮“巴拿马丸”号经日本抵达加拿大。他们被勒令驱逐出境，是因为他们并非从印度连续抵达，且未携带所需金额。法官认为这两项法规存在缺陷，裁定其措辞与《移民法》相悖，因此无效。随着“巴拿马丸”号乘客获准登陆的胜利，载有376名南亚乘客（全部为英国臣民）的货轮“驹形丸”号于次年4月启航。1914年5月23日，第一次世界大战前夕，“驹形丸”号从旁遮普抵达温哥华时，公然挑战了“连续航行”规定。然而，尽管“连续旅行”和200美元要求的规定在几个月内失效，但在加拿大政府迅速修改了其法规以应对其在法庭上遇到的反对意见后，这些规定于1914年1月重新生效。这艘船并非直接从印度启航，而是经香港抵达加拿大，并在香港搭载了来自门司、上海和横滨的印度裔乘客。不出所料，大多数乘客未能进入加拿大。移民官员随后将该船在温哥华港隔离了两个月，最终被迫返回亚洲。他们认为这证明印度人在帝国内未受到平等对待，于是返回印度后在加尔各答举行了和平抗议。加尔各答殖民当局出动警民混合部队予以回应，随后双方发生暴力冲突，导致多名抗议者死亡。这些事件进一步向南亚人证明了他们在帝国内的二等公民地位。

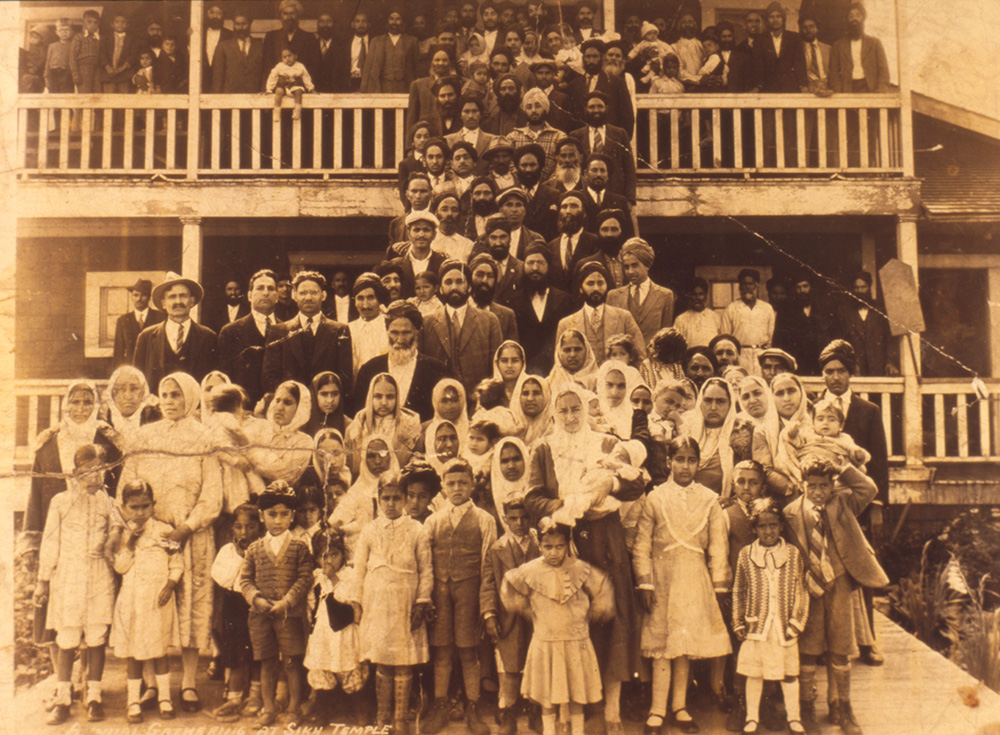
皇后区锡克教寺庙，1931年。

到1914年，不列颠哥伦比亚省的南亚人数量估计已降至不足2,000人。1919年，加拿大最终允许南亚裔加拿大居民的妻子和受抚养子女移民。尽管到20世纪20年代中期，出现了一小批妻子和子女的移民潮，但这并没有抵消南亚裔加拿大人移民到印度和美国的影响，到20世纪20年代中期，加拿大的南亚裔人口减少到约1,300人。
索汉·辛格·布拉是最早定居于阿尔伯塔省的印度移民之一。与当时阿尔伯塔省的其他印度裔加拿大人一样，布拉尔也参加了当地的黑人教堂。由于被社会边缘化，这两个群体建立了密切的联系。布拉尔的女儿是著名的爵士音乐家朱迪·辛格。

### 20世纪中叶
随着印度独立问题的日益凸显，联邦连续旅程法规于1947年被取消。不列颠哥伦比亚省的大部分排印法案也将于1947年被撤销，印度裔加拿大人社区将恢复投票权。当时，成千上万的人跨越了新成立的印度和巴基斯坦的边界。加拿大的研究表明，早期移民到加拿大的果阿人大多出生并生活在卡拉奇、孟买和加尔各答。在此期间抵达加拿大的另一群人是英印混血人，他们拥有欧洲和印度血统。
1951年，加拿大政府取消了连续旅程规定，对印度（每年150人）、巴基斯坦（100人）和锡兰（50人）颁布了年度移民配额。当时，加拿大的南亚裔人口仅有2148人。
1950年是印度裔加拿大历史上的一件大事。在定居加拿大25年后、从多伦多迁居不列颠哥伦比亚省9年后，纳兰詹·吉亚尼·辛格·格雷沃尔在击败其他六名候选人、成功竞选不列颠哥伦比亚省米慎市专员委员会席位后，成为加拿大和北美第一位当选公职的印度裔人士。格雷沃尔于1952年再次当选为委员会委员，并于1954年当选为米慎市市长。

“感谢所有米慎市的市民……我们伟大领地历史上第一位选出印度人担任公职的人，这是社区的荣耀。这体现了你们的宽容、宽容和体贴。”.——1950年，纳兰詹·辛格·格雷沃尔当选公职后，在当地传教报纸上发表公告
格雷沃尔是一名机械工工会官员，同时也是一名运动员、人道主义慈善家和伐木工人，他最终成为弗雷泽河谷北部最大的雇主和最具影响力的商业领袖之一，拥有六家锯木厂，积极参与社区事务，担任各种组织的董事会成员或主席，并在帮助创建米慎市政树木农场方面发挥了重要作用。尽管他是一位工厂主，但他却有着强烈的亲劳工信念。在当时社会信用党中央领导下的省林业部卷入丑闻之后，他将不列颠哥伦比亚省各地的森林管理许可证持有者称为“木材太君”，并警告说，十年之内，三四家巨头公司将主要控制该省的整个行业，这与南亚古老的地主制度相似。后来，他在1956年的省级选举中代表平民合作联盟（现新民主党的前身）竞选杜德尼选区的议员，但未能成功。
尽管到了20世纪50年代，印度裔加拿大人主要因为他们拥有锯木厂和帮助该省林业发展而赢得了不列颠哥伦比亚省商界的尊重，但种族主义仍然存在，尤其是在社会上层。因此，在竞选期间以及1956年竞选MLA之后，格雷沃尔受到了人身威胁，而他拥有的六家工厂以及他的房子都被纵火犯烧毁。一年后，1957年7月17日，在一次商务旅行中，他被发现死在西雅图一家汽车旅馆，头部中枪。
米慎市的格雷沃尔街就是以他的名字命名的。
“北弗雷泽的每一个认为自己受到歧视的孩子都应该读一读格雷沃尔的故事以及他所面临的挑战。”.——前不列颠哥伦比亚省省长戴夫·巴雷特谈纳兰詹·辛格·格雷沃尔
适度的移民扩张使加拿大的移民总数在1961年增至6,774人，到1971年又增至67,925人。到2011年，加拿大的南亚裔人口为1,567,400人。
20世纪下半叶，政策迅速变化。直到20世纪50年代末，几乎所有南亚裔都居住在不列颠哥伦比亚省。然而，随着大量专业移民涌入加拿大，他们开始在全国各地定居。直到1967年，南亚裔政治主要关注的是移民法的修改，包括取消不列颠哥伦比亚省立法机构制定的法律限制。
1967年，加拿大取消了所有基于特定族裔的移民配额。加拿大社会对其他种族背景的人的看法更加开放，而且加拿大面临着来自欧洲国家的移民减少的问题，因为这些欧洲国家战后经济蓬勃发展，因此更多的人决定留在自己的国家。
1972年，所有南亚人被驱逐出乌干达，其中包括80,000名印度裔（大部分是古吉拉特）血统的人。加拿大接收了其中7,000人（其中许多人是伊斯玛仪派）作为政治难民。从1977年到1985 年，加拿大经济疲软导致南亚移民数量大幅减少至每年约15,000人。1978年，加拿大出台了《1976年移民法》，其中包括一个积分制，根据该制度，每个申请人的职业技能以及加拿大对这些技能的需求进行评估。这使得更多的印度人得以大量移民，在非洲大湖区国家实施非洲化政策后，少量果阿人（讲英语且信奉天主教）开始抵达。
20世纪70年代还出现了来自斐济、圭亚那、特立尼达和多巴哥以及毛里求斯的移民潮。在这十年中，每年都有数千名移民涌入，主要定居在温哥华和多伦多。

### 20世纪末
1986年，在不列颠哥伦比亚省省选之后，莫伊·西霍塔成为首位当选省议员的印度裔加拿大人。西霍塔于1955年出生于不列颠哥伦比亚省邓州市。两年前，他参与市政政治，并于1984年当选为埃斯奎莫爾特的市议员。两年后，他以新民主党候选人的身份参加了埃斯奎莫尔特-伦弗鲁县选区的竞选。
20世纪80年代至90年代初，印度裔加拿大人社区开始大规模城市化，每年有数万移民从印度迁入加拿大。圣詹姆斯堡的印度裔加拿大人占该市总人口的近20%，是20世纪90年代加拿大所有市镇中印度裔加拿大人比例最高的。在现今的大规模城市化之前，不列颠哥伦比亚省的农村地区就存在着具有统计意义的人口；这是20世纪早期移民潮的遗留问题。1994年，大约80%的南亚裔加拿大人是移民。近二十年来，定居模式仍然主要集中在温哥华和多伦多，但卡尔加里、埃德蒙顿和蒙特利尔等其他城市也因经济前景良好而变得受欢迎。

### 21世纪
20世纪末至21世纪初，印度是加拿大第三大移民来源国，根据加拿大统计局的数据，每年约有2.5万至3万名印度人移民到加拿大。到2017年，印度成为加拿大最大的移民来源国，每年的永久居民数量从2012年的30,915人增加到2019年的85,585人，占加拿大移民总数的25%。此外，印度也成为加拿大最大的国际学生来源国，留学生数量从2015年的48,765人增加到2019年的219,855人。与历史上的印度裔加拿大移民模式相似，大多数来自印度的新移民仍然来自旁遮普邦，来自哈里亚纳邦、德里、马哈拉施特拉邦、古吉拉特邦、特伦甘纳邦和安得拉邦的人的比例也在增加。
2024年7月，加拿大安大略省瓦萨加海滩居民发布视频，指控多个印度家庭在当地沙滩挖洞排便。视频显示，这些家庭在沙滩上挖洞作为简易厕所，有些甚至搭建帐篷遮挡。该居民表示，这种行为不仅污染环境，还威胁到儿童在沙滩玩耍的健康安全。事件曝光后，部分印度网民以"文化差异"为由为其辩护，指责举报者存在"种族歧视"，引发更大争议。
2024年11月，加拿大卑诗省素里市举行的"Nagar Kirtan"游行中，部分印度裔示威者高喊"我们才是加拿大的主人"、"白人应该滚回欧洲和英国"等口号。示威者声称欧洲裔加拿大人才是"侵略者"，并应离开加拿大。这些言论在社交媒体引发强烈反响，许多加拿大网民表示愤怒，要求政府采取行动。
同期，加拿大印度裔社区内部也出现紧张局势，锡克教极端分子袭击了大多伦多地区宾顿市的一座印度教寺庙。这些事件与印度国内宗教矛盾及锡克教独立运动（卡利斯坦运动）有关，部分锡克教徒将加拿大视为政治活动的基地。
在2025年加拿大联邦大选中，创纪录的22名印度裔加拿大人将当选为加拿大下议院议员。
2025年8月，多段视频显示印度裔人士在加拿大安大略省宾顿市等地的公共湖泊使用肥皂洗澡，包括搓洗背部、腋下及私密部位。这些行为直接违反了加拿大《环境保护法》关于禁止向自然水体排放污染物的规定。同期，加拿大多个省份的湖泊和海滩因粪便细菌及大肠杆菌含量超标而关闭，部分网友将这些污染事件与印度移民的不当行为联系起来。

## 人口统计

### 人口
| 年份          | 人口      | % 总人口 |
| ------------- | --------- | -------- |
| 1901          | >100      | 0.002%   |
| 1911 :354&356 | 2,342     | 0.032%   |
| 1921 :354&356 | 1,016     | 0.012%   |
| 1931 :503     | 1,400     | 0.013%   |
| 1941 :272:2   | 1,465     | 0.013%   |
| 1951 :484     | 2,148     | 0.015%   |
| 1961 :5       | 6,774     | 0.037%   |
| 1971 :2       | 67,925    | 0.315%   |
| 1981          | 165,410   | 0.687%   |
| 1986          | 281,015   | 1.123%   |
| 1991          | 423,795   | 1.57%    |
| 1996          | 638,345   | 2.238%   |
| 2001          | 813,730   | 2.745%   |
| 2006          | 1,072,380 | 3.433%   |
| 2011          | 1,321,360 | 4.022%   |
| 2016          | 1,582,215 | 4.591%   |
| 2021          | 1,858,755 | 5.117%   |

截至2021年，印度裔加拿大人口约为186万。

### 宗教
| 印度裔加拿大人的宗教（2021） | 印度裔加拿大人的宗教（2021） | 印度裔加拿大人的宗教（2021） | 印度裔加拿大人的宗教（2021） | 印度裔加拿大人的宗教（2021） |
| ---------------------------- | ---------------------------- | ---------------------------- | ---------------------------- | ---------------------------- |
| 宗教                         | 宗教                         |                              | 百分比                       | 百分比                       |
| 锡克教                       | 锡克教                       |                              | 36%                          | 36%                          |
| 印度教                       | 印度教                       |                              | 32%                          | 32%                          |
| 基督教                       | 基督教                       |                              | 12%                          | 12%                          |
| 伊斯兰教                     | 伊斯兰教                     |                              | 11%                          | 11%                          |
| 无宗教                       | 无宗教                       |                              | 8%                           | 8%                           |
| 其他                         | 其他                         |                              | 1%                           | 1%                           |

直到20世纪50年代，锡克教徒占整个印度裔加拿大人口的95%。:4
在当代，与许多其他族裔相比，具有印度血统的加拿大人的宗教背景非常多样化，这在一定程度上归因于印度的多宗教人口。 然而，在印度裔加拿大人中，宗教观点的分歧比印度更大，部分原因是历史上的连锁移民模式，主要体现在锡克教裔加拿大人社区中。
加拿大统计局在2005年至2007年间发布了一份人口普查报告，详细列出了南亚裔加拿大人社区的宗教比例，其结果源自2001年加拿大人口普查。该报告发现，在印度裔加拿大人口中，锡克教徒占 34%，印度教徒占27%，穆斯林占17%，基督徒占16%（7%新教/福音派 + 9%天主教徒）。印度裔无宗教信仰者相对较少。2001年，仅有4%的印度裔表示自己无宗教信仰，而加拿大总人口中这一比例为17%。

| 宗教团体             | 2021      | 2021   | 2001    | 2001   |
| 宗教团体             | 人口      | %      | 人口    | %      |
| -------------------- | --------- | ------ | ------- | ------ |
| 锡克教               | 674,860   | 36.31% | 279,725 | 34.98% |
| 印度教               | 588,345   | 31.65% | 225,585 | 28.21% |
| 基督教               | 229,290   | 12.34% | 125,300 | 15.67% |
| 伊斯兰教             | 205,985   | 11.08% | 128,205 | 16.03% |
| 无宗教               | 143,355   | 7.71%  | 31,920  | 3.99%  |
| 佛教                 | 2,535     | 0.14%  | 1,460   | 0.18%  |
| 猶太教               | 1,515     | 0.08%  | 665     | 0.08%  |
| 土著精神             | 115       | 0.01%  | 不適用  | 不適用 |
| 其他                 | 12,740    | 0.69%  | 6,715   | 0.84%  |
| 总回复数             | 1,858,755 | 100%   | 799,565 | 98.26% |
| 印度裔加拿大人总人口 | 1,858,755 | 100%   | 813,730 | 100%   |

#### 锡克教
加拿大有超过175个锡克教谒师所，其中最古老的谒师所建于1905年，位于不列颠哥伦比亚省的戈尔登，为哥伦比亚河木材公司工作的定居者提供服务，后来于1926年毁于一场大火。第二古老的锡克教谒师所建于1908年，位于温哥华的基斯兰奴街区，同样为当时在福溪沿岸附近锯木厂工作的早期定居者提供服务。随着锡克教徒迁移至南温哥华的日落街区，该寺庙最终于1970年关闭。
现存最古老的锡克教谒师所是位于不列颠哥伦比亚省阿伯茨福德的锡克教谒师所。该谒师所建于1911年，并于2002年被指定为国家历史遗址。
位于密西沙加的卡尔萨达巴尔是加拿大最大的谒师所。其他著名的谒师所包括蒙特利尔的古鲁纳纳克谒师所、布兰普顿的达什梅什谒师所以及曼尼托巴省锡克教协会[usurped]。

加拿大最大的锡克教徒聚居区位于不列颠哥伦比亚省和安大略省，主要集中在大温哥华地区（素里市）和大多伦多地区（布兰普敦市）。

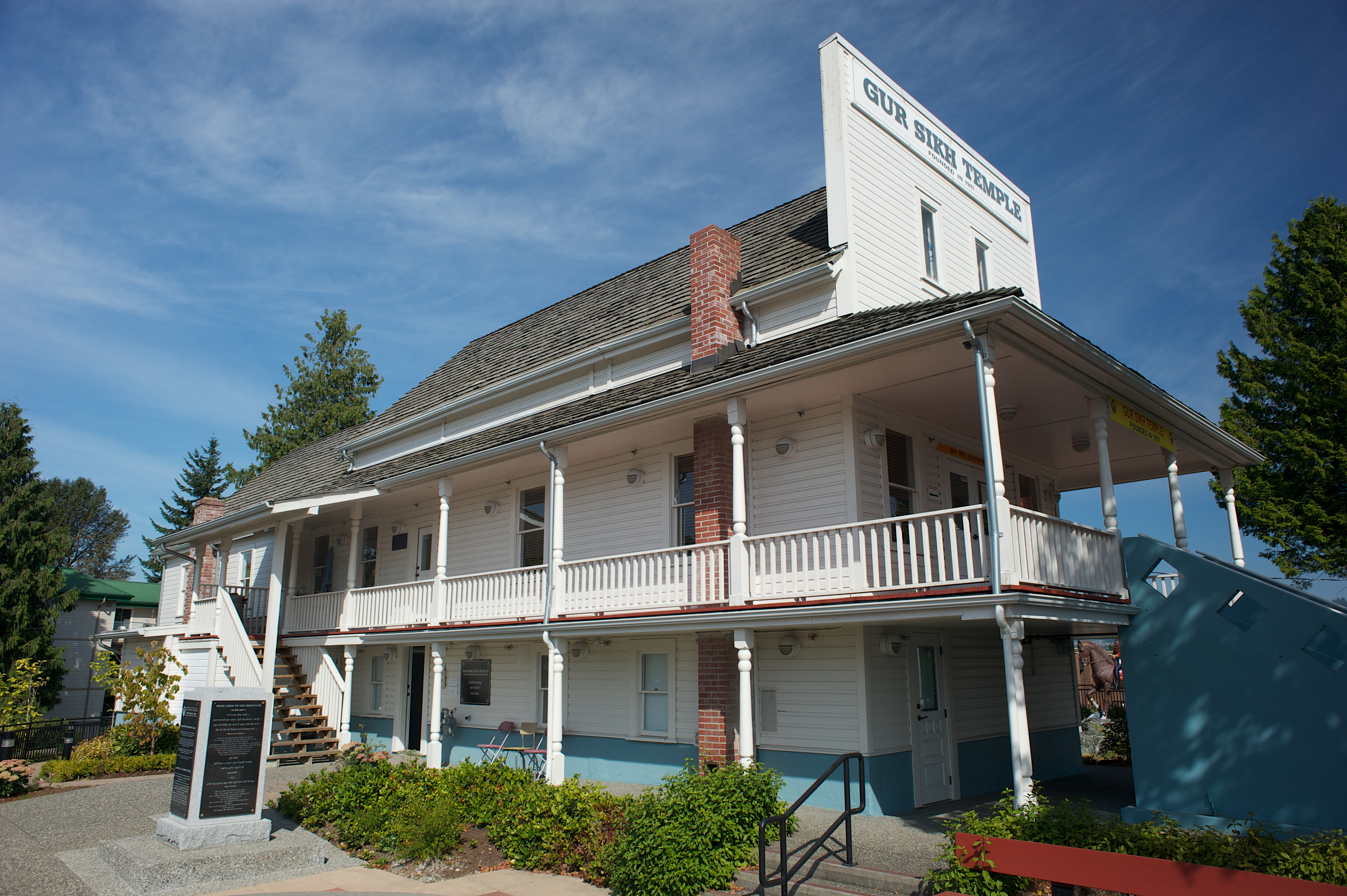
古尔锡克寺（阿伯茨福德）
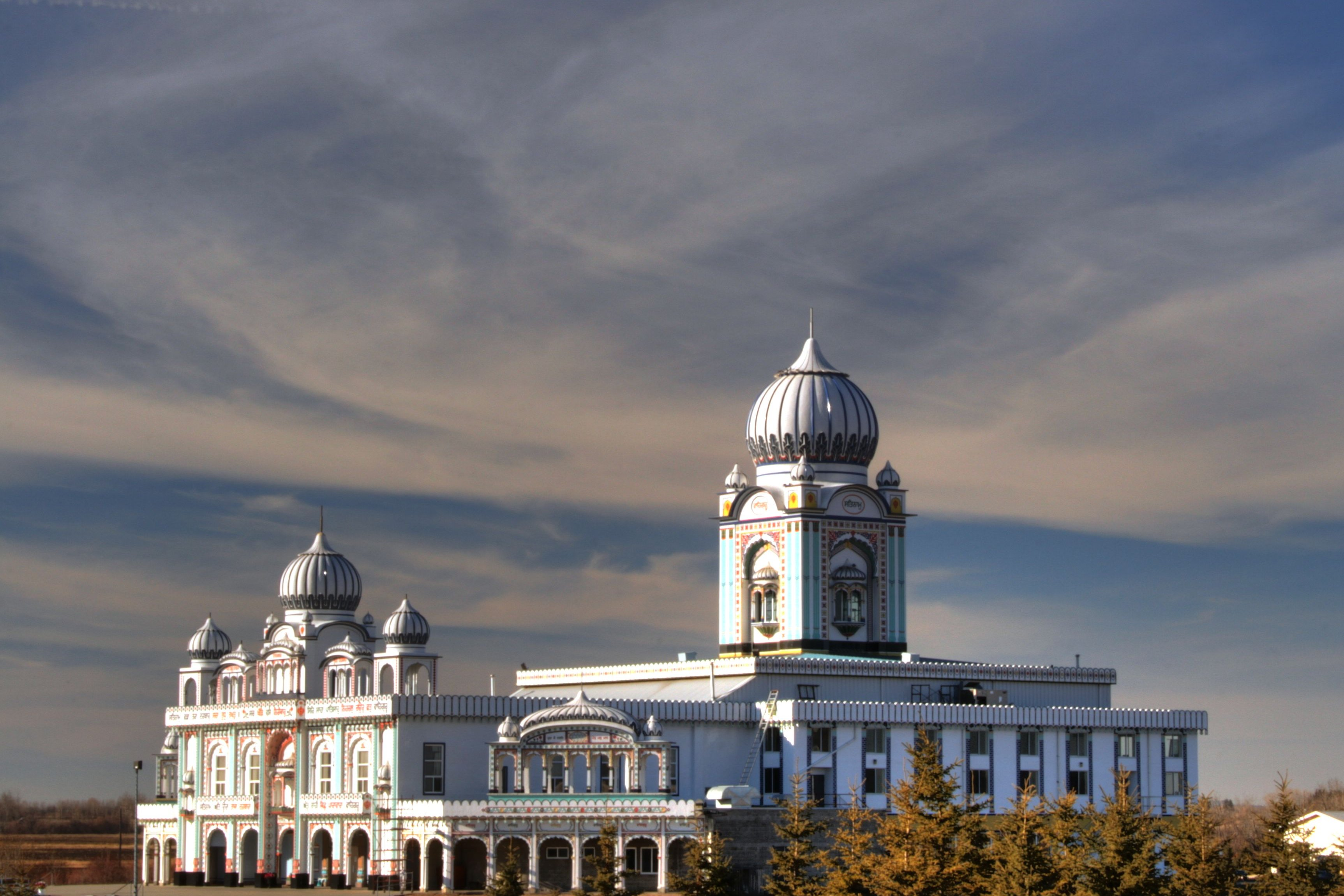
纳纳克萨尔·萨希布谒师所, 埃德蒙顿, 艾伯塔省
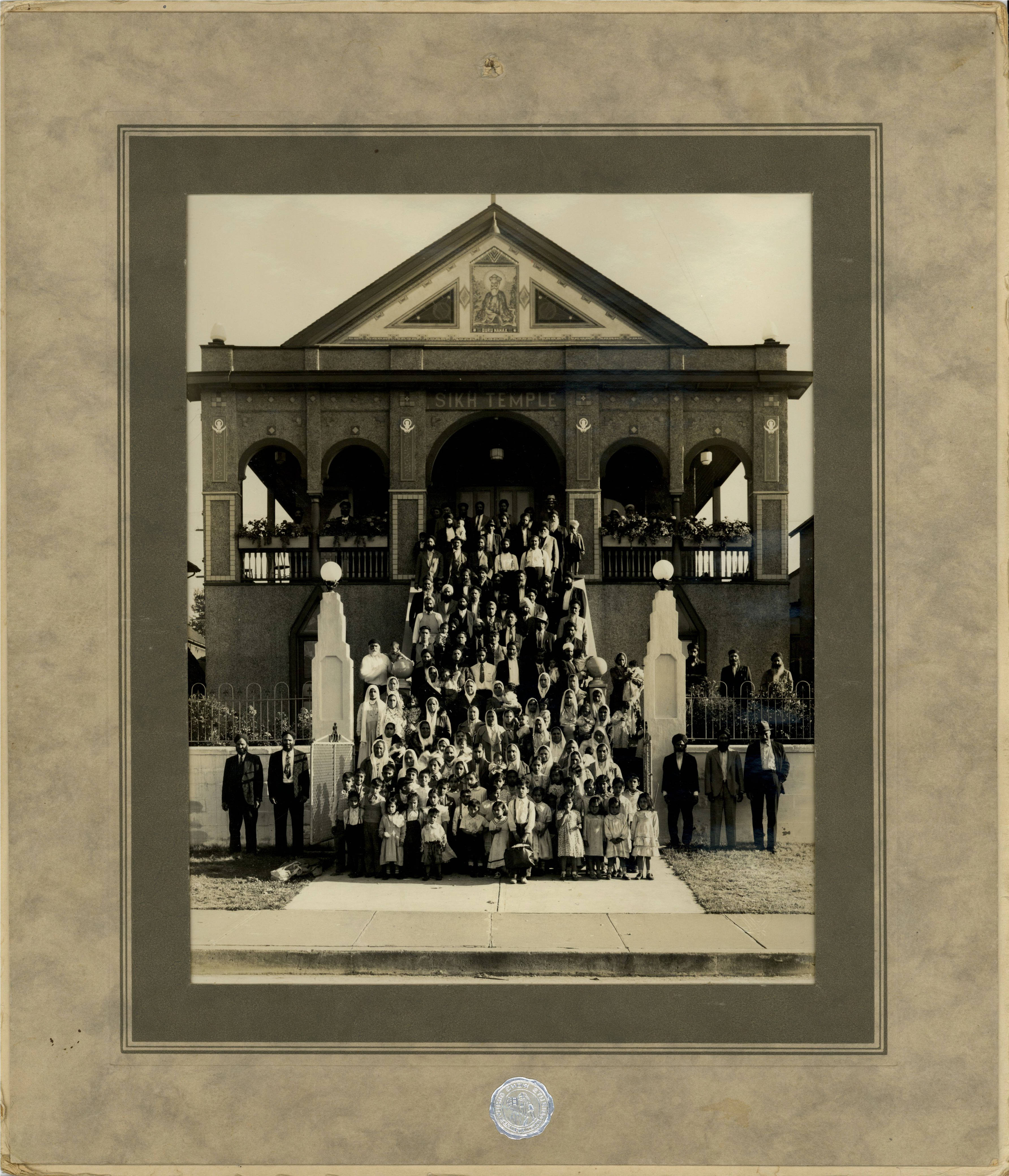
温哥华锡克教寺庙，约1911年

#### 印度教
根据2021年人口普查，加拿大有828,195名印度教徒，高于2001年人口普查的297,200人。加拿大各地有180多座印度教寺庙，仅大多伦多地区就有近100座。
在印度教徒初来乍到的早期，印度教寺庙较为开放，面向不同社群的印度教徒。过去几十年来，随着加拿大印度教徒人数的增加，如今已建立起专门服务不同语言特定社群的印度教寺庙。这些寺庙分别面向旁遮普人、哈里亚纳人、古吉拉特人、泰米尔人、孟加拉人、信德人、特立尼达人、圭亚那人等。
在多伦多，加拿大最大的印度教寺庙位于克莱尔维尔大道，名为BAPS Shri Swaminarayan Mandir Toronto。整个寺庙面积为 32,000 sq ft（3,000 m2），每年都会举办许多印度教宗教活动。

印度教遗产中心是另一座规模庞大的寺庙，或许是25,000 sq ft（2,300 m2）地区第二大的寺庙，服务于布兰普敦和密西沙加的印度教社区。该寺庙是一座非常自由的萨纳塔尼达摩印度教寺庙，满足各种不同类型印度教徒的需求。其信徒来自印度北部和南部，以及巴基斯坦、尼泊尔和西印度群岛。该中心还致力于通过教授各种不同的课程来保护印度教文化。

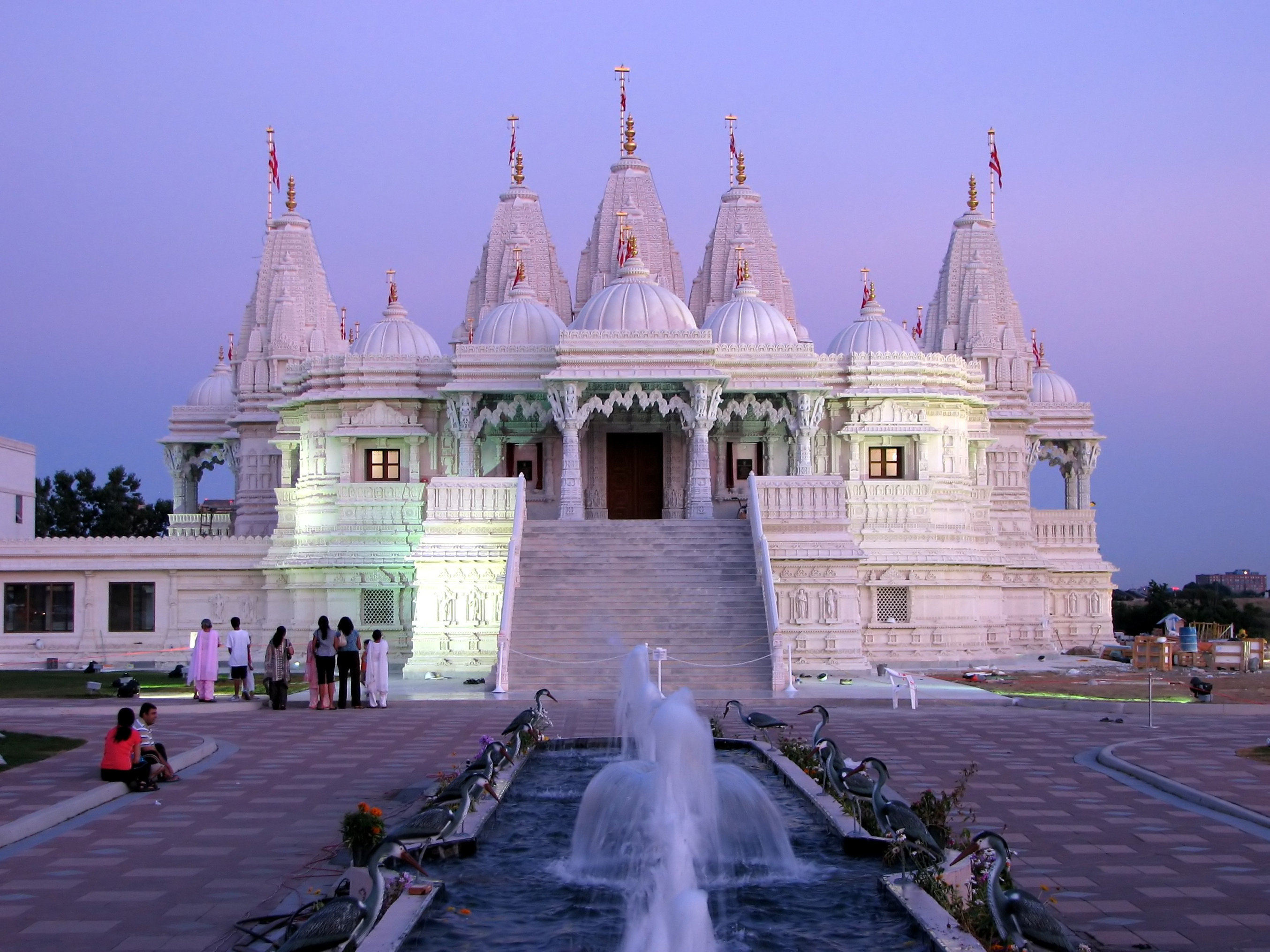
位于安大略怡陶碧谷的BAPS Shri Swaminarayan Mandir Toronto，由加拿大古吉拉特印度教社区建造。
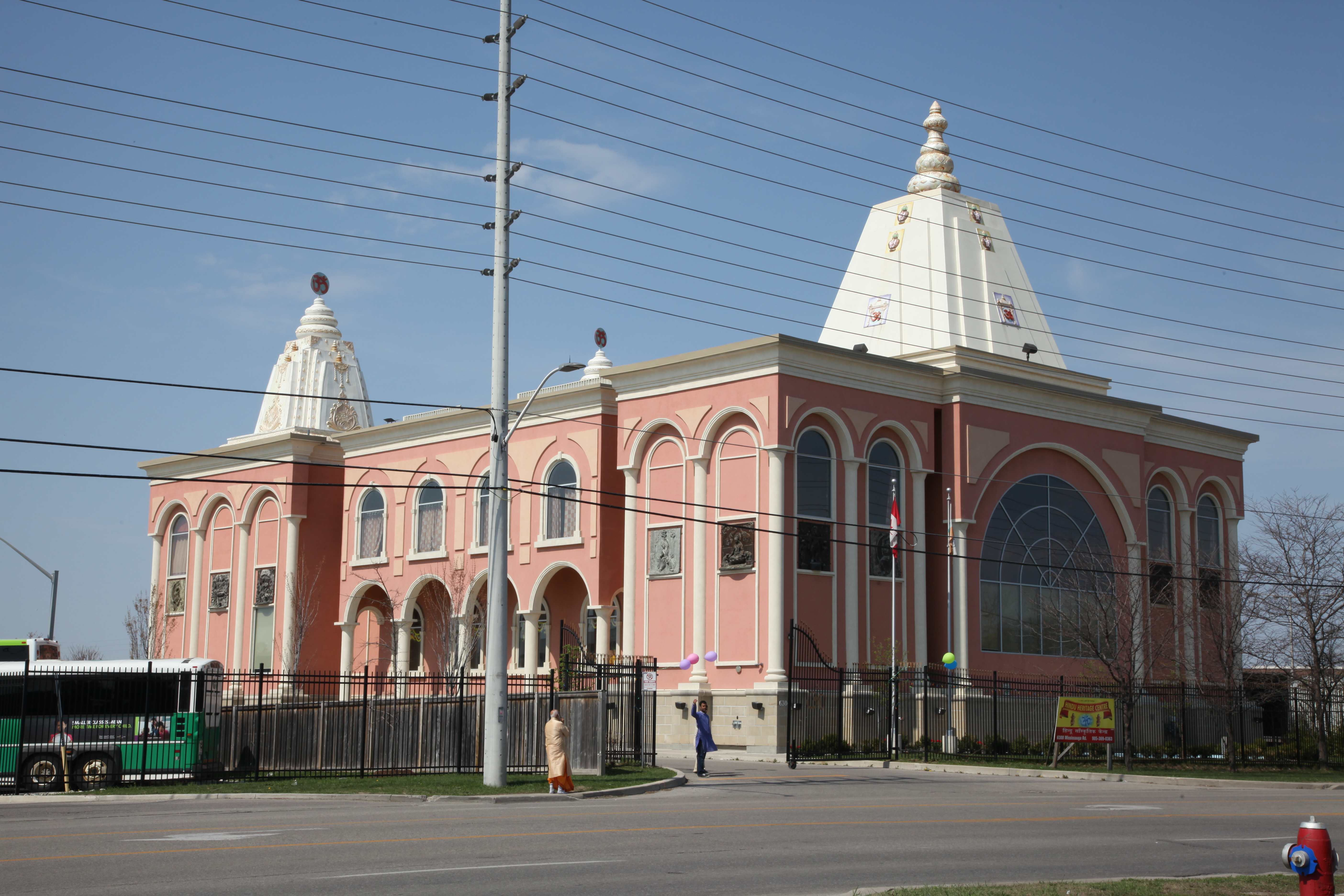
安大略省密西沙加的印度教文化遗产中心。

#### 伊斯兰教
加拿大各地还有许多伊斯兰社团和清真寺，它们是由非印度裔和印度裔穆斯林建立和支持的。
许多印度穆斯林以及其他国籍的穆斯林在位于密西沙加的ISNA中心——加拿大最大的清真寺之一——进行礼拜。该中心设有清真寺、高中、社区中心、宴会厅，并为所有加拿大穆斯林提供葬礼服务。
伊斯玛仪派在不列颠哥伦比亚省的本那比设立了第一个伊斯玛仪派信徒中心。这座备受瞩目的建筑是世界上第二座伊斯玛仪派信徒中心，其他两座分别位于伦敦、里斯本和迪拜。多伦多也拥有第二座类似的建筑。

#### 基督教
印度基督徒倾向于根据其原籍国和特定传统参加教堂，包括罗马天主教会、叙利亚-马兰卡拉天主教会、叙利亚-玛拉巴尔天主教会、叙利亚东正教、印度神召会、印度神召会（全福音）、五旬节传教会、北印度教会、南印度教会、马尔托马叙利亚教会、马兰卡拉东正教和印度五旬节教会。
加拿大的果阿裔人士大多信奉罗马天主教，他们与其他加拿大天主教徒共用同一教区教堂，但他们也经常庆祝圣方济各·泽维尔的节日，他是印度群岛的守护神圣，其遗体安放在果阿。叙利亚-玛拉巴礼天主教徒建立了一个教区，名为密西沙加叙利亚-玛拉巴礼天主教教区，服务于加拿大各地的叙利亚-玛拉巴礼信徒。

### 语言
印度裔加拿大人使用多种语言，反映了印度次大陆的文化和种族多样性。
加拿大使用最广泛的南亚语言是旁遮普语，印度旁遮普邦和昌迪加尔人以及旁遮普省和伊斯兰堡首都区人都使用这种语言。在加拿大，旁遮普语主要由南亚裔加拿大人使用，与印度北部的旁遮普邦有一定联系。
作为印度使用最广泛的语言，印地语现在也是印度新移民，尤其是与印度北部和中部有一定联系的移民主要使用的语言。
另一种南亚人广泛使用的语言是泰米尔语。这些人来自印度南部的泰米尔纳德邦或斯里兰卡北部省。
古吉拉特语由来自印度古吉拉特邦的人使用。来自非洲大湖地区的古吉拉特印度教徒和伊斯玛仪派穆斯林后来移居加拿大，他们讲古吉拉特语。来自印度西部的琐罗亚斯德教徒占加拿大人口的一小部分，他们也讲古吉拉特语。
乌尔都语主要由来自印度北部和巴基斯坦的南亚穆斯林人使用。然而，来自非洲和加勒比地区的印度裔人士也可能讲这种语言。
卡纳达语是印度南部卡纳塔克邦人使用的语言。
孟加拉语是印度东部西孟加拉邦人使用的语言，也是孟加拉国人使用的语言。
此外，还有大量来自印度南部喀拉拉邦的马拉雅拉姆语使用者。
还有一群来自非洲大湖地区的果阿人。然而，这个群体中只有少数成员使用他们的母语孔卡尼语。
在加拿大，有12,578名来自印度马哈拉施特拉邦的人使用马拉地语。
加拿大有15,655人使用泰卢固语，他们主要来自印度的特伦甘纳邦和安得拉邦。
梅泰语（曼尼普尔语)一些印度裔加拿大人也讲这种语言。

#### 语言知识
许多印度裔加拿大人以加拿大英语或加拿大法语为第一语言，因为许多多代人并不以印度语言为母语，而是可能讲一种或多种作为第二语言或第三语言。
| 语言                                                                                                  | 2021      | 2021   | 2016    | 2016   | 2011    | 2011  |
| 语言                                                                                                  | 人口      | %      | 人口    | %      | 人口    | %     |
| --- | --------- | ------ | ------- | ------ | ------- | ----- |
| 印度斯坦语*                                                                                           | 1,176,295 | 3.24%  | 755,585 | 2.19%  | 576,165 | 1.74% |
| 旁遮普语*                                                                                             | 942,170   | 2.59%  | 668,240 | 1.94%  | 545,730 | 1.65% |
| 泰米尔语*                                                                                             | 237,890   | 0.65%  | 189,860 | 0.55%  | 179,465 | 0.54% |
| 古吉拉特语                                                                                            | 209,410   | 0.58%  | 149,045 | 0.43%  | 118,950 | 0.36% |
| 孟加拉语*                                                                                             | 120,605   | 0.33%  | 91,220  | 0.26%  | 69,490  | 0.21% |
| 马拉雅拉姆语                                                                                          | 77,910    | 0.21%  | 37,810  | 0.11%  | 22,125  | 0.07% |
| 泰卢固语                                                                                              | 54,685    | 0.15%  | 23,160  | 0.07%  | 12,645  | 0.04% |
| 马拉地语                                                                                              | 35,230    | 0.1%   | 15,570  | 0.05%  | 9,695   | 0.03% |
| 卡纳达语                                                                                              | 18,420    | 0.05%  | 8,245   | 0.02%  | 5,210   | 0.02% |
| 库奇语                                                                                                | 15,085    | 0.04%  | N/A     | N/A    | N/A     | N/A   |
| 孔卡尼语                                                                                              | 8,950     | 0.02%  | 6,790   | 0.02%  | 5,785   | 0.02% |
| 信德语*                                                                                               | 8,385     | 0.02%  | 20,260  | 0.06%  | 15,525  | 0.05% |
| 奥里亚语                                                                                              | 3,235     | 0.01%  | 1,535   | 0.004% | N/A     | N/A   |
| 克什米尔语*                                                                                           | 1,830     | 0.01%  | 905     | 0.003% | N/A     | N/A   |
| 图鲁语                                                                                                | 1,765     | 0.005% | N/A     | N/A    | N/A     | N/A   |
| 阿萨姆语                                                                                              | 1,155     | 0.003% | N/A     | N/A    | N/A     | N/A   |
| * 这些语言也被来自 其他南亚/印度次大陆国家的加拿大人使用，包括： 巴基斯坦、孟加拉国、尼泊尔和斯里兰卡 |           |        |         |        |         |       |

#### 母语
| 语言                                                                                      | 2021    | 2021    | 2016    | 2016   | 2011    | 2011  |
| 语言                                                                                      | 人口    | %       | 人口    | %      | 人口    | %     |
| ----------------------------------------------------------------------------------------- | ------- | ------- | ------- | ------ | ------- | ----- |
| 旁遮普语*                                                                                 | 763,785 | 2.09%   | 543,495 | 1.56%  | 459,990 | 1.39% |
| 印度斯坦语*                                                                               | 521,990 | 1.43%   | 377,025 | 1.08%  | 300,400 | 0.91% |
| 泰米尔语*                                                                                 | 184,750 | 0.5%    | 157,125 | 0.45%  | 143,395 | 0.43% |
| 古吉拉特语                                                                                | 168,800 | 0.46%   | 122,455 | 0.35%  | 101,310 | 0.31% |
| 孟加拉语*                                                                                 | 104,325 | 0.28%   | 80,930  | 0.23%  | 64,460  | 0.19% |
| 马拉雅拉姆语                                                                              | 66,230  | 0.18%   | 32,285  | 0.09%  | 17,695  | 0.05% |
| 泰卢固语                                                                                  | 39,685  | 0.11%   | 18,750  | 0.05%  | 10,670  | 0.03% |
| 马拉地语                                                                                  | 19,570  | 0.05%   | 9,755   | 0.03%  | 6,655   | 0.02% |
| 库奇语                                                                                    | 9,855   | 0.03%   | N/A     | N/A    | N/A     | N/A   |
| 卡纳达语                                                                                  | 9,140   | 0.02%   | 4,795   | 0.01%  | 3,140   | 0.01% |
| 信德语*                                                                                   | 5,315   | 0.01%   | 13,880  | 0.04%  | 12,935  | 0.04% |
| 孔卡尼语                                                                                  | 5,225   | 0.01%   | 4,255   | 0.01%  | 3,535   | 0.01% |
| 奥里亚语                                                                                  | 2,305   | 0.01%   | 1,210   | 0.003% | N/A     | N/A   |
| 克什米尔语*                                                                               | 1,015   | 0.003%  | 620     | 0.002% | N/A     | N/A   |
| 图鲁语                                                                                    | 910     | 0.002%  | N/A     | N/A    | N/A     | N/A   |
| 阿萨姆语                                                                                  | 715     | 0.002%  | N/A     | N/A    | N/A     | N/A   |
| 帕西语                                                                                    | 635     | 0.002%  | N/A     | N/A    | N/A     | N/A   |
| 马尔瓦里语                                                                                | 395     | 0.001%  | N/A     | N/A    | N/A     | N/A   |
| 索拉什特拉语                                                                              | 345     | 0.001%  | N/A     | N/A    | N/A     | N/A   |
| 帕哈里语                                                                                  | 255     | 0.001%  | N/A     | N/A    | N/A     | N/A   |
| 库鲁克语                                                                                  | 245     | 0.001%  | N/A     | N/A    | N/A     | N/A   |
| 梅莫尼語                                                                                  | 240     | 0.001%  | N/A     | N/A    | N/A     | N/A   |
| 哈里亚纳语                                                                                | 230     | 0.001%  | N/A     | N/A    | N/A     | N/A   |
| 邁蒂利語                                                                                  | 230     | 0.001%  | N/A     | N/A    | N/A     | N/A   |
| 查克馬語*                                                                                 | 180     | 0.0005% | N/A     | N/A    | N/A     | N/A   |
| 博杰普爾語                                                                                | 145     | 0.0004% | N/A     | N/A    | N/A     | N/A   |
| 多格拉語                                                                                  | 120     | 0.0003% | N/A     | N/A    | N/A     | N/A   |
| 嘉华語                                                                                    | 115     | 0.0003% | N/A     | N/A    | N/A     | N/A   |
| 拉贾斯坦語                                                                                | 105     | 0.0003% | N/A     | N/A    | N/A     | N/A   |
| 戈達古語                                                                                  | 100     | 0.0003% | N/A     | N/A    | N/A     | N/A   |
| 比什努普里亞-曼尼普爾語                                                                   | 90      | 0.0002% | N/A     | N/A    | N/A     | N/A   |
| 奥德基语                                                                                  | 60      | 0.0002% | N/A     | N/A    | N/A     | N/A   |
| * 这些语言也由来自 南亚/印度次大陆的其他国家，包括： 巴基斯坦、孟加拉国、尼泊尔和斯里兰卡 |         |         |         |        |         |       |

#### 家庭交流
| 语言                                                                               | 总计    | 只说了一句 | 大部分时间说了一句 | 平均说了一句 | 经常说了一句 |
| ---------------------------------------------------------------------------------- | ------- | ---------- | ------------------ | ------------ | ------------ |
| 旁遮普语*                                                                          | 280,540 | 132,380    | 71,660             | 29,220       | 47,280       |
| 印地语                                                                             | 165,890 | 114,175    | 116,075            | 19,090       | 26,550       |
| 乌尔都语*                                                                          | 89,365  | 30,760     | 27,840             | 12,200       | 18,565       |
| 泰米尔语*                                                                          | 97,345  | 45,865     | 29,745             | 9,455        | 12,280       |
| 古吉拉特语                                                                         | 60,105  | 18,310     | 16,830             | 7,175        | 17,790       |
| 马拉雅拉姆语                                                                       | 6,570   | 1,155      | 1,810              | 505          | 3,100        |
| 孟加拉语*                                                                          | 29,705  | 12,840     | 9,615              | 2,780        | 4,470        |
| * 来自其他南亚国家的移民在加拿大也使用这些语言，例如：巴基斯坦、孟加拉国和斯里兰卡 |         |            |                    |              |              |

## 地理分布

### 省份和地区

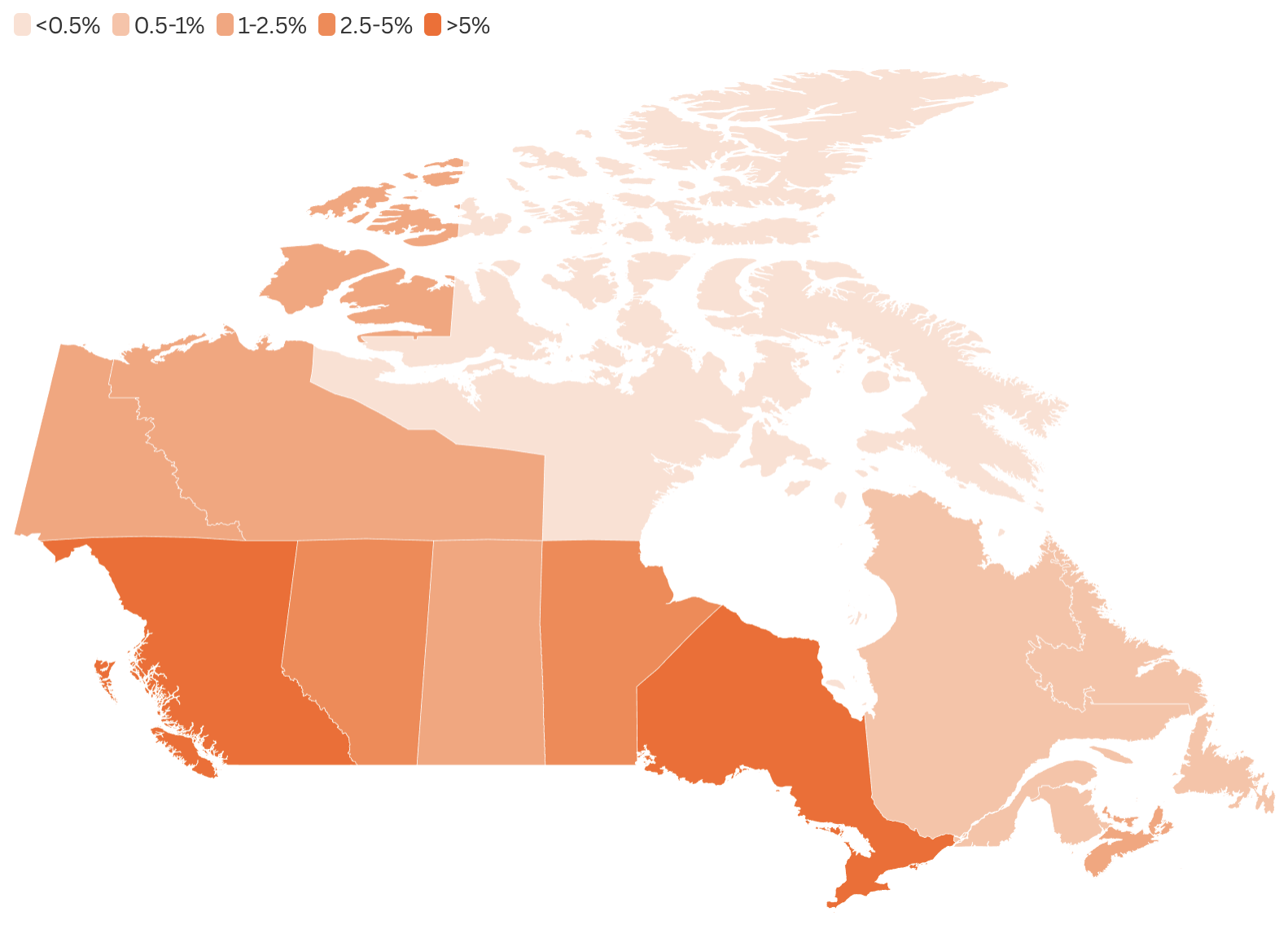
各省印度裔加拿大人占总人口的百分比

加拿大各省和地区按其印度裔加拿大人口分布，依据以下2001年加拿大人口普查、2006年加拿大人口普查、2011年加拿大人口普查、2016年加拿大人口普查和2021年加拿大人口普查。
| 省/地区            | 2021      | 2021  | 2016      | 2016  | 2011      | 2011  | 2006      | 2006  | 2001    | 2001  |
| 省/地区            | 人口      | %     | 人口      | %     | 人口      | %     | 人口      | %     | 人口    | %     |
| ------------------ | --------- | ----- | --------- | ----- | --------- | ----- | --------- | ----- | ------- | ----- |
| 安大略省           | 1,052,045 | 7.5%  | 900,435   | 6.8%  | 783,415   | 6.19% | 646,205   | 5.37% | 481,425 | 4.27% |
| 不列颠哥伦比亚省   | 388,930   | 7.91% | 351,485   | 7.71% | 301,080   | 6.96% | 253,205   | 6.21% | 202,205 | 5.23% |
| 阿尔伯塔省         | 210,425   | 5.04% | 194,935   | 4.9%  | 136,885   | 3.84% | 94,765    | 2.91% | 66,020  | 2.24% |
| 魁北克省           | 90,240    | 1.09% | 62,740    | 0.79% | 57,740    | 0.75% | 48,975    | 0.66% | 41,725  | 0.59% |
| 曼尼托巴省         | 56,550    | 4.33% | 39,055    | 3.15% | 23,595    | 2.01% | 16,210    | 1.43% | 12,920  | 1.17% |
| 萨斯喀彻温省       | 28,060    | 2.54% | 21,190    | 1.98% | 8,850     | 0.88% | 4,765     | 0.5%  | 3,570   | 0.37% |
| 新斯科舍省         | 17,570    | 1.84% | 6,630     | 0.73% | 4,790     | 0.53% | 4,015     | 0.44% | 2,945   | 0.33% |
| 新不伦瑞克省       | 6,850     | 0.9%  | 2,270     | 0.31% | 2,605     | 0.35% | 2,275     | 0.32% | 1,455   | 0.2%  |
| 纽芬兰和拉布拉多省 | 3,545     | 0.71% | 1,970     | 0.38% | 1,485     | 0.29% | 1,315     | 0.26% | 980     | 0.19% |
| 爱德华王子岛省     | 2,855     | 1.9%  | 640       | 0.46% | 250       | 0.18% | 255       | 0.19% | 125     | 0.09% |
| 育空地区           | 890       | 2.25% | 360       | 1.03% | 325       | 0.98% | 160       | 0.53% | 185     | 0.65% |
| 西北地区           | 605       | 1.5%  | 420       | 1.02% | 165       | 0.4%  | 140       | 0.34% | 175     | 0.47% |
| 努納福特地区       | 135       | 0.37% | 65        | 0.18% | 90        | 0.28% | 40        | 0.14% | 35      | 0.13% |
| 全国               | 1,858,755 | 5.12% | 1,582,215 | 4.59% | 1,321,360 | 4.02% | 1,072,380 | 3.43% | 813,730 | 2.75% |

| 省/地区            | 1961:5 | 1961:5 | 1951:484 | 1951:484 | 1941:272:2 | 1941:272:2 | 1931:503 | 1931:503 | 1921:354&356 | 1921:354&356 | 1911:354&356 | 1911:354&356 |
| 省/地区            | 人口   | %      | 人口     | %        | 人口       | %          | 人口     | %        | 人口         | %            | 人口         | %            |
| ------------------ | ------ | ------ | -------- | -------- | ---------- | ---------- | -------- | -------- | ------------ | ------------ | ------------ | ------------ |
| 不列颠哥伦比亚省   | 4,526  | 0.28%  | 1,937    | 0.17%    | 1,343      | 0.16%      | 1,283    | 0.18%    | 951          | 0.18%        | 2,292        | 0.58%        |
| 安大略省           | 1,155  | 0.02%  | 76       | 0%       | 21         | 0%         | 43       | 0%       | 28           | 0%           | 17           | 0%           |
| 魁北克省           | 483    | 0.01%  | 61       | 0%       | 29         | 0%         | 17       | 0%       | 11           | 0%           | 14           | 0%           |
| 阿尔伯塔省         | 208    | 0.02%  | 27       | 0%       | 48         | 0.01%      | 33       | 0%       | 10           | 0%           | 3            | 0%           |
| 曼尼托巴省         | 198    | 0.02%  | 15       | 0%       | 7          | 0%         | 13       | 0%       | 8            | 0%           | 13           | 0%           |
| 萨斯喀彻温省       | 115    | 0.01%  | 5        | 0%       | 2          | 0%         | 7        | 0%       | 6            | 0%           | 0            | 0%           |
| 新斯科舍省         | 46     | 0.01%  | 23       | 0%       | 15         | 0%         | 3        | 0%       | 0            | 0%           | 0            | 0%           |
| 新不伦瑞克省       | 22     | 0%     | 1        | 0%       | 0          | 0%         | 1        | 0%       | 1            | 0%           | 2            | 0%           |
| 纽芬兰和拉布拉多省 | 17     | 0%     | 2        | 0%       | 不適用     | 不適用     | 不適用   | 不適用   | 不適用       | 不適用       | 不適用       | 不適用       |
| 西北地区           | 2      | 0.01%  | 1        | 0.01%    | 0          | 0%         | 0        | 0%       | 0            | 0%           | 0            | 0%           |
| 愛德華王子島省     | 1      | 0%     | 0        | 0%       | 0          | 0%         | 0        | 0%       | 0            | 0%           | 0            | 0%           |
| 育空地区           | 1      | 0.01%  | 0        | 0%       | 0          | 0%         | 0        | 0%       | 1            | 0.02%        | 1            | 0.01%        |
| 全国               | 6,774  | 0.04%  | 2,148    | 0.02%    | 1,465      | 0.01%      | 1,400    | 0.01%    | 1,016        | 0.01%        | 2,342        | 0.03%        |

### 大都市区
加拿大大都市区印度裔人口众多：
| 都会区   | 省份             | 2021    | 2021   | 2016    | 2016   | 2011    | 2011   | 2006    | 2006   | 2001    | 2001  |
| 都会区   | 省份             | 人口    | %      | 人口    | %      | 人口    | %      | 人口    | %      | 人口    | %     |
| -------- | ---------------- | ------- | ------ | ------- | ------ | ------- | ------ | ------- | ------ | ------- | ----- |
| 多伦多   | 安大略省         | 812,830 | 13.23% | 754,115 | 12.86% | 666,180 | 12.07% | 549,365 | 10.83% | 408,100 | 8.78% |
| 温哥华   | 不列颠哥伦比亚省 | 300,195 | 11.51% | 276,700 | 11.4%  | 238,765 | 10.47% | 197,635 | 9.42%  | 155,780 | 7.92% |
| 卡尔加里 | 阿尔伯塔省       | 105,690 | 7.21%  | 101,865 | 7.41%  | 73,015  | 6.09%  | 52,170  | 4.87%  | 34,245  | 3.63% |
| 埃德蒙顿 | 亞伯達省         | 90,660  | 6.49%  | 80,270  | 6.19%  | 54,425  | 4.78%  | 37,100  | 3.62%  | 28,140  | 3.04% |
| 蒙特利尔 | 魁北克省         | 82,530  | 1.96%  | 59,435  | 1.48%  | 54,625  | 1.46%  | 46,605  | 1.3%   | 39,820  | 1.18% |
| 温尼伯   | 曼尼托巴省       | 50,535  | 6.16%  | 35,055  | 4.6%   | 21,590  | 3.02%  | 14,810  | 2.16%  | 12,215  | 1.85% |
| 渥太华   | 安大略省         | 43,930  | 3%     | 32,450  | 2.49%  | 29,175  | 2.4%   | 23,620  | 2.11%  | 19,425  | 1.85% |
| 亞波次福 | 不列颠哥伦比亚省 | 42,860  | 22.31% | 38,625  | 21.91% | 32,460  | 19.47% | 25,510  | 16.29% | 18,995  | 13.1% |
| 滑铁卢区 | 安大略省         | 40,110  | 7.06%  | 21,875  | 4.24%  | 18,105  | 3.85%  | 14,065  | 3.15%  | 11,080  | 2.7%  |
| 漢密爾頓 | 安大略省         | 34,225  | 4.43%  | 26,130  | 3.56%  | 19,995  | 2.82%  | 16,905  | 2.47%  | 12,675  | 1.93% |

#### 多伦多
多伦多是加拿大印裔加拿大人最多的城市。整个印裔加拿大人社区中，近51%的人口居住在大多伦多地区。多伦多地区的印裔加拿大人大多居住在布兰普敦、万锦、士嘉堡、怡陶碧谷和密西沙加。印裔加拿大人，尤其是旁遮普锡克教徒和旁遮普印度教徒，在布兰普敦尤为常见，约占该市总人口的三分之一（他们大多居住在该市的东北部和东部）。该地区以中产阶级和中上阶层为主，房屋自有率很高。该地区的印裔加拿大人大多来自旁遮普、泰卢固、泰米尔、孟加拉、古吉拉特、马拉地、马拉雅利和果阿。与大温哥华地区的印度裔加拿大人社区相比，大多伦多地区的印度裔加拿大人社区更加多元化——无论是语言还是宗教信仰。印度航空和加拿大航空运营从多伦多皮尔逊国际机场返回印度的航班。
大多伦多地区的印度裔加拿大人平均家庭收入为86,425加元，高于加拿大平均水平的79,102加元，但低于多伦多人口普查大都会区的平均水平95,326加元。印度裔加拿大学生在多伦多地区的大学中也占有相当大的比例；尽管印度裔加拿大人占多伦多地区人口的10%，但印度裔学生（国内和国际学生合计）分别占多倫多都會大學学生总数的35%以上、约克大学学生总数的30%和多伦多大学学生总数的20%。
加拿大最大的印度教寺庙——多伦多史瓦米纳拉扬神庙和加拿大最大的锡克教谒师所——安大略卡尔萨谒师所均位于大多伦多地区。两座寺庙均由加拿大印度裔社区建造。

#### 温哥华
温哥华是加拿大第二大印度裔加拿大人聚居地，整个印度裔加拿大人群体中超过20%居住在低陆平原。印度裔加拿大人密度最高的地区是温哥华、素里、本拿比、列治文、阿伯茨福德和三角洲。最近，越来越多的印度裔移民迁往大温哥华以外的其他地区。素里市有近17万南亚裔，占该市人口的32%。温哥华南部的"印人街"旁遮普市场街区也集中了大量的印度居民、商店和餐馆。
温哥华的印度裔加拿大人绝大多数是旁遮普锡克教徒。然而，也有其他种族背景的人口，包括印度裔斐济人、古吉拉特人、信德人、泰米尔人、孟加拉人和果阿人。

## 来自其他国家的印度人
除了直接追溯到印度次大陆的血统之外，许多抵达加拿大的印度裔加拿大人来自世界其他地区，他们是全球印度侨民的一部分。
| 地区           | 总回复数 |
| -------------- | -------- |
| 移民人口       | 474,530  |
| 美国           | 2,410    |
| 拉丁美洲       | 40,475   |
| 加勒比和百慕大 | 24,295   |
| 欧洲           | 12,390   |
| **英国         | 11,200   |
| **其他欧洲国家 | 1,190    |
| 非洲           | 45,530   |
| 亚洲           | 332,150  |
| **中亚及中东   | 6,965    |
| **东亚         | 720      |
| **东南亚       | 4,260    |
| **南亚         | 320,200  |
| 大洋洲及其他   | 17,280   |
| 非永久居民     | 9,950    |

### 印裔非洲人
由于政治动荡和偏见，许多居住在非洲大湖区国家（例如乌干达、肯尼亚、坦桑尼亚和安哥拉）的印度人离开该地区，前往加拿大和其他西方国家。来自东南非洲的印度裔加拿大人大多是伊斯玛仪派穆斯林或古吉拉特印度教徒，也有相当一部分来自南非。
迪帕克·奥布赖是第一位成为加拿大议会议员的印度裔非洲裔加拿大人，也是第一位被任命为加拿大女王枢密院成员的印度教徒，他来自坦桑尼亚。在国会山举行的晚宴上，他获得了华盛顿特区印度裔美国人之友小组和印度裔美国人商会颁发的“印度骄傲奖”，以表彰他为加强加拿大和印度之间关系所做的努力。
M.G. Vassanji是一位获奖小说家，他描写了该地区印度人的困境，他是一位从五大湖地区移民而来的印度裔加拿大人。
作家拉迪斯·达席尔瓦 (1920-1994) 是一位出生于桑给巴尔的加拿大果阿裔人，他写了《果阿人的美国化》。他于1968年从肯尼亚移民，是一位多产的作家和社会改革家，与大多伦多地区的原住民、因纽特人和老年人一起工作。
出于类似原因，印度人也从赞比亚、马拉维和南非等南部非洲国家移居加拿大。这股移民潮中，成功的印度裔加拿大人包括苏哈娜·梅哈尔尚德和尼尔玛拉·奈都，她们是来自南非的印度裔电视新闻播音员，目前就职于加拿大广播公司。英迪拉·奈都-哈里斯是另一位来自南非的印度裔加拿大广播员。
最受瞩目的两位印度裔非洲人是CNN的扎因·维尔吉和阿里·维尔希。维尔吉在加拿大接受教育，而维尔希的父亲穆拉德·维尔希是从南非移民过来的，他是第一位进入安大略省议会的印度裔省议员。
印度裔非洲人移民加拿大最著名的故事发生在20世纪70年代。1972年，5万名印度裔乌干达人被独裁者伊迪·阿明驱逐出乌干达，印度政府不允许他们返回印度。尽管面临大规模酷刑和监禁，尼扎里·伊斯玛仪派领袖阿迦汗四世还是特意与其追随者协商，让他们安全离开乌干达，并交出他们的所有财产。他还与加拿大总理兼密友皮埃尔·埃利奥特·特鲁多协商，确保他们在加拿大获得庇护。
伊尔沙德·曼吉是加拿大乌干达印第安人后裔的著名人物，他是一位备受赞誉的伊斯兰教世俗主义和改革倡导者。果阿人群体也主要来自非洲大湖地区。

### 印裔加勒比人
印度裔加勒比人是指根植于印度的加勒比人。
由于长期与印度隔绝以及其他原因，印度裔加勒比加拿大人社区发展出了一种独特的文化融合，融合了印度文化和加勒比文化。一些印度裔加勒比加拿大人将自己与印度裔加拿大人社区联系起来。然而，大多数人与印度裔加勒比人社区或更广泛的加勒比社区或两者兼而有之。大多数人主要居住在大多伦多地区或安大略省南部。

### 印裔英美人
一些印度人出于经济和家庭原因从英国和美国移民。印度人移居加拿大是为了加拿大的经济和就业市场，他们的表现优于许多欧洲国家和一些美国州。最后，有些人决定定居加拿大，是为了与可能在美国和英国定居而非加拿大的家人团聚。

### 印裔中东人
许多印度人从中东国家移居到北美。
大多数来自中东的印度移民是印度商人和专业人士，他们在阿拉伯联合酋长国、巴林、阿曼、科威特、卡塔尔和沙特阿拉伯等中东国家工作。这些移民的首要任务是为子女提供毕业后的教育机会。许多学生毕业后留在了那里并成家立业。
加拿大板球运动员尼基尔·杜塔出生于科威特，父母是印度孟加拉人，但在加拿大长大。他代表加拿大国家板球队参加单日国际赛和T20I比赛。

### 印裔大洋洲人
印度人长期以来定居在大洋洲的某些地区，主要分布在斐济的一些岛屿上，约占斐济人口的40%。自斐济独立以来，美拉尼西亚斐济人与印度裔斐济人之间的敌意日益加剧，导致了几次重大的政治冲突。值得注意的是，自1987年两次政变以来，由于政治不稳定和种族冲突，许多印度裔斐济人从斐济移居到美国、加拿大、澳大利亚和新西兰。大多数印度裔斐济移民定居在不列颠哥伦比亚省和阿尔伯塔省，在大多伦多地区也有相当一部分印度裔斐济人，他们大多数是印度教徒，还有相当一部分是穆斯林。其他宗教信仰包括基督教和锡克教。加拿大的印度裔斐济人群体在宗教信仰上不如整体印度裔加拿大人群体多元化。印度裔斐济人在温哥华、不列颠哥伦比亚省萨里、本拿比、埃德蒙顿、卡尔加里和多伦多建立了文化中心和组织。加拿大最大的印度裔斐济文化中心是位于埃德蒙顿的阿尔伯塔省斐济萨那坦协会，由埃德蒙顿首批印度裔斐济移民于1984年建造，它是一座正式的印度教寺庙，但也举办许多社区活动。

## 文化
印度-加拿大文化与每个特定印度群体的宗教、地域、语言和族裔背景密切相关。例如，北印度的文化习俗和语言与南印度不同，而印度教群体的文化习俗也与耆那教、锡克教、穆斯林、基督教和犹太教群体不同，这是由于种族、地域归属、宗教和/或语言的差异。由于加拿大推行的开放的多元文化主义政策，这些文化特征得到了相当好的保存，类似于美国实行的多元文化多样性政策。
各个印度族群的文化和语言之所以能够蓬勃发展，部分原因在于这些族群可以自由地建立宗教崇拜、社会互动和文化实践的结构和机构。尤其是旁遮普文化和语言，通过广播和电视在加拿大得到了强化。
或者说，与其他非印度居民和印度本土人相比，印裔加拿大文化已经形成了自己的特色。年轻人对传统的印度文化元素和活动不感兴趣，反而不认同北美主流文化习俗，这种情况并不少见。然而，这样的人只占少数，许多年轻人在东西方文化价值观之间保持平衡，偶尔会将两者融合，创造出新的作品，例如新一代的班格拉融合了嘻哈节奏。例如，锡克教青年经常将传统的班格拉舞融入其中，这种舞曲使用旁遮普乐器和嘻哈节奏，并融入黑人音乐艺人的说唱。著名的艺人包括Raghav和Jazzy B。

### 婚姻

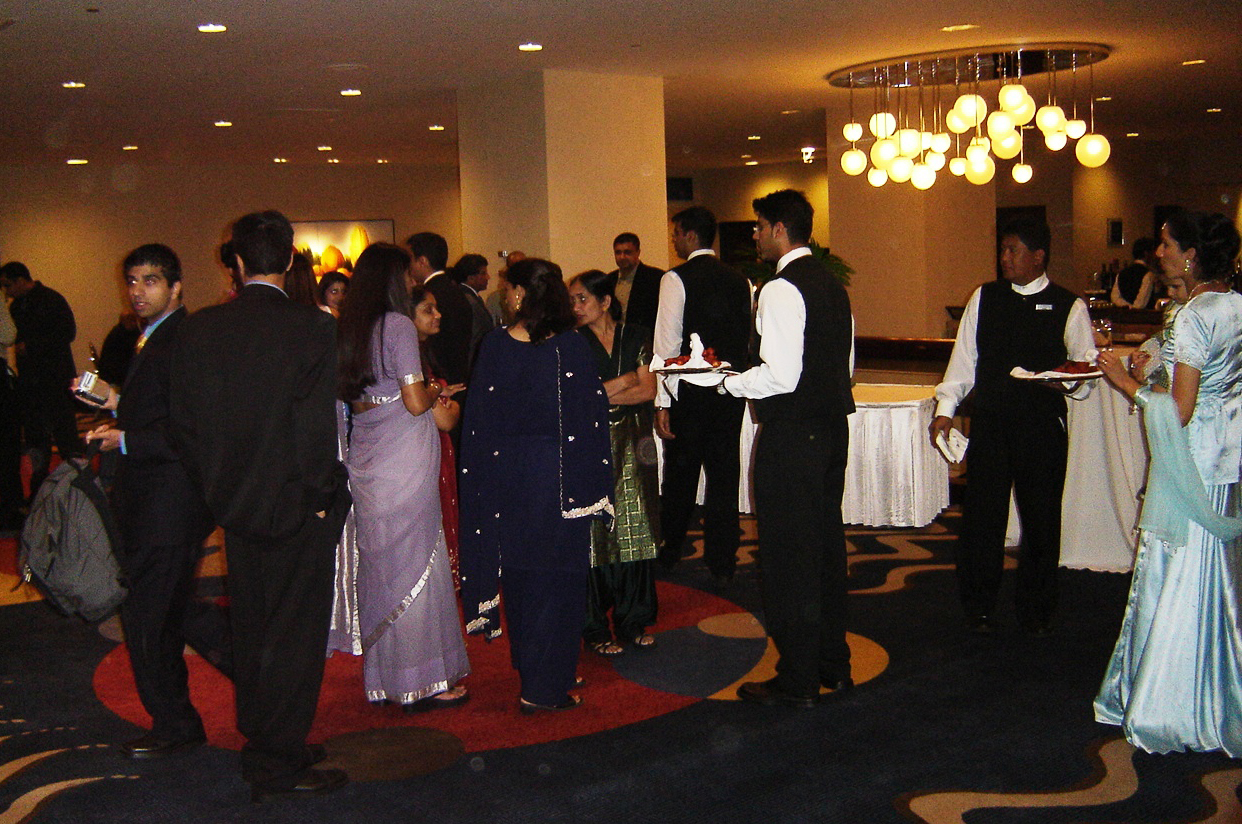
一群旁遮普印度裔加拿大人参加旁遮普婚礼招待会

由于印度传统和宗教背景，婚姻是许多印度裔加拿大人的重要文化元素。包办婚姻在印度仍然普遍存在，但在加拿大出生或入籍的印度人中已不再普遍。然而，有时父母仍会安排特定种姓或印度族裔群体内的婚姻。由于难以找到具有理想特征的相同印度族裔背景的人，一些印度裔加拿大人现在选择使用婚姻服务（包括在线服务）来寻找结婚对象。印度裔加拿大人的婚姻习俗不像印度裔加拿大人那样自由，有时会考虑种姓，但几乎不存在嫁妆。
2012年，曼迪普·考尔撰写了博士论文《加拿大-旁遮普慈善事业及其对旁遮普的影响：一项社会学研究》，论文发现，与其他族裔相比，印度裔加拿大人在族裔社区和种姓内更多地实行包办婚姻，而较少约会；这是因为这些印度裔加拿大社区希望保留自己的文化习俗。

### 媒体
有许多广播节目展现了印度裔加拿大文化。其中一个值得注意的节目是“Geetmala Radio”，由达山和阿尔温德·萨霍塔（也是印度裔加拿大节目“Eye on Asia”的长期主持人）主持。
许多加拿大电视网络都播放以印度裔加拿大文化为特色的节目。一个著名的多元文化/多宗教频道Vision TV在周六连续播放印度裔加拿大节目。这些电视节目通常重点介绍加拿大境内的印度裔加拿大活动，也播放涉及居住在加拿大的印度人的印度活动。此外，其他网络，如Omni Television、CityTV和当地社区频道，也播放本地印度裔加拿大内容以及来自印度的印度内容。
近年来，加拿大电视台上出现了来自印度的印度电视网络。尚钱德是一位资深的印度裔加拿大人，他开创了加拿大最早的印度裔加拿大电视节目之一。他与加拿大广播电视和电信委员会达成协议，允许位于印度的印度电视网络向加拿大直接发送信号。为此，他将这些频道冠以自己的公司“亚洲电视网”的品牌。印度裔加拿大人可以通过从当地卫星/有线电视公司购买电视频道套餐来订阅印度频道。印度裔加拿大人观看的电视网络包括“Zee TV”、“B4U (network)”、“索尼娱乐电视亚洲”和“Aaj Tak”等等。果阿社区通过一系列城市网站相互联系，这些网站向社区通报舞蹈、宗教仪式和乡村盛宴等当地活动，将社区与果阿的农村起源联系起来。
大多伦多地区提供印度裔加拿大人内容的广播电台包括101.3FM频道播出的CJSA-FM。另一个电台是AM 1650频道播出的CINA (AM)电台。
主要报纸包括多伦多和蒙特利尔的《加拿大新闻》，以及温哥华的《亚洲之星》和《旁遮普星报》。
截至2012年，旁遮普语报纸众多，其中大部分在温哥华和多伦多出版。截至当年，其中50份为周刊，2份为日刊，其余为月刊。
到2012年，部分由于对印度航空182航班的报道，《环球邮报》、《温哥华太阳报》和其他加拿大主流媒体对旁遮普问题的报道有所增加。

## 延伸阅读
- Adhopia, Ajit. 1988. India to Canada: A Perspective of Indo-Canadians. National Association of Indo-Canadians (Mississauga, Ontario).
- Badyal, Pindy P. 2003. Lived Experience of Wife Abuse for Indo-Canadian Sikh Women (Ph.D. thesis) (Archive), The University of British Columbia (UBC). See Profile at UBC.
- Dhruvarajan, Vanaja. 2003. "Second Generation Indo-Canadians: Change, Resistance and Adaptation". In Fractured Identity: The Indian Diaspora Canada, Sushma J. Varma & Radhika Seshan (eds.). Jaipur: Rawat Publications.
- Ghuman, P. A. S. . International Journal of Adolescence and Youth. 1980, 4: 3–4.
- Klassen, Robert Mark. 2002. Motivation Beliefs of Indo-Canadian and Anglo-Canadian Early Adolescents: A Cross-cultural Investigation of Self- and Collective Efficacy (Ph.D. thesis), Simon Fraser University.
- Mani, Priya Subra. 2003. Indo-Canadian Young Women's Career Decision-making Process to Enter the Applied Social Sciences: A Case Study Approach (Ph.D. thesis), University of Victoria.
- Moulton, Edward C. "South Asian Studies in Canada, and the Shastri Indo-Canadian Institute." Pacific Affairs, University of British Columbia. Vol. 51, No. 2 (Summer, 1978), pp. 245–264

- Singh, Sunder (1917). "The Hindu in Canada". The Journal of Race Development 7 (3): 361–382.